# John Kelly (Leichtathlet)
John Kelly (* 10. März 1996) ist ein irischer Leichtathlet, der sich auf das Kugelstoßen spezialisiert hat.

## Sportliche Laufbahn
Erste internationale Erfahrungen sammelte John Kelly im Jahr 2013, als er bei den Jugendweltmeisterschaften in Donezk mit einer Weite von 18,07 m in der Qualifikationsrunde ausschied. 2015 verpasste er bei den Junioreneuropameisterschaften in Eskilstuna mit 16,98 m den Finaleinzug und 2017 schied er bei den U23-Europameisterschaften in Bydgoszcz mit 16,10 m ebenfalls in der Vorrunde aus. 2022 startete er bei den Weltmeisterschaften in Eugene und schied dort mit 17,92 m in der Qualifikationsrunde aus. 
In den Jahren 2017, 2020 und 2022 wurde Kelly irischer Meister im Kugelstoßen im Freien sowie 2017 und 2020 auch in der Halle.

## Persönliche Bestleistungen
- Kugelstoßen: 20,16 m, 5. Juli 2022 in Cork
  - Kugelstoßen (Halle): 19,39 m, 21. Januar 2023 in Växjö